# Mormès
Mormès – miejscowość i gmina we Francji, w regionie Oksytania, w departamencie Gers.
Według danych na rok 1990 gminę zamieszkiwały 133 osoby, a gęstość zaludnienia wynosiła 15 osób/km² (wśród 3020 gmin regionu Midi-Pyrénées Mormès plasuje się na 930. miejscu pod względem liczby ludności, natomiast pod względem powierzchni na miejscu 1177.).